# Деснянская поселковая община
Деснянская поселковая общи́на (укр. Деснянська селищна громада) — территориальная община в Черниговском районе Черниговской области Украины. Административный центр — пгт Десна.
Население — 10 171 человек. Площадь — 710,0 км².
Количество учреждений, оказывающих первичную медицинскую помощь — 2.    

## История
Деснянская поселковая община была создана 4 сентября 2015 года путём объединения Деснянского поселкового совета, Коропьевского, Косачевского, Маровского сельсоветов Козелецкого района. 
20 ноября 2018 года была присоединена территория Карпиловского сельсовета Козелецкого района.
17 июля 2020 года община вошла в состав нового Черниговского района. Козелецкий район был ликвидирован.

## География
Община занимает правый берег Десны и включает юго-западную часть упразднённого Козелецкого района (1923-2020). Община граничит с Гончаровской, Коптивской, Остёрской общинами Черниговского района, Киевской областью Украины (по Киевскому водохранилищу). Значительная часть общины занята лесами (доминирование сосны), болотами (например, Выдра, Бондаревское).
Реки: Днепр (в частности Киевское водохранилище), Десна, Меша, канал Выдра.

## Населённые пункты
- пгт Десна
- Бор
- Выползов
- Карпиловка
- Коропье
- Косачовка
- Лошакова Гута
- Лутава
- Моровск
- Отрохи
- Рудня
- Сорокошичи
- Тужар